# 內水尾
內水尾，是臺灣臺中市外埔區的一個傳統地域名稱，位於該區西南部。相較於今日行政區，其範圍大致包括水美里、大東里西南端。

## 歷史
台灣清治末期，內水尾地區為一街庄，稱為「內水尾庄」，隸屬於苗栗三堡。該庄西北與外水尾庄為鄰，北與山腳庄、大甲東庄為鄰，東與磁磘庄為鄰，南邊為楊厝藔庄、三塊厝庄，西邊為六塊厝庄、蕃仔藔庄。
1901年（日明治三十四年）11月，全台廢縣廳改設二十廳，該庄隸屬於苗栗廳。1903年（明治三十六年）6月，該庄編入「外埔區」，仍隸屬於苗栗廳。1909年（明治四十二年）10月，全台二十廳合併為十二廳，苗栗廳廢止，外埔區改隸屬於臺中廳。1920年（大正九年），全台地方制度大改正，該庄改制為「內水尾」大字，隸屬於臺中州大甲郡外埔庄。
戰後外埔庄改制為外埔鄉，隸屬於臺中縣，大字亦改制為村。1950年10月，中、彰、投分治，外埔鄉隸屬不變。2010年12月，隨著臺中縣、市合併為直轄臺中市，外埔鄉改制為外埔區，村亦改制為里。

## 聚落
本地區發展較早的聚落為內水尾，在日治期初期的官方地圖上已有記載。此外，本地區尚有龜山、山腳、四行戶仔、山頂、溪底等聚落。

## 交通
台鐵海線大致以東北—西南走向經過內水尾地區西北部邊界地帶，境內未設站。東北最近的是大甲車站，屬二等站，各級列車均有停靠；西南側最近的是台中港車站，也屬二等站，但以貨運為主，僅停靠區間車。由此等可前往台鐵沿線各站。
省道台1線（中山路一段）又稱「縱貫公路」，是台北至屏東楓港的台灣西部傳統平面幹道，大致以北北東－南南西走向經過本地區西部邊界外不遠處。由該道路向北北東繞過大甲市區可前往苑裡、通霄、後龍、頭份等地，向南南西可前往清水、梧棲、龍井、大肚等地。
區道中22線（水美路）是外水尾至外埔的道路，大致以西北—東南走向自本地區北部偏西進入，經W字形以西偏南—東偏北走向於本地區東北部離境。由該道路向西北可前往外水尾東北端、山腳並止於市道132號路口，向東偏北可前往磁磘、外埔市區西北側並止於市道132號舊線（甲后路四段、三段）路口。
區道中30線（二崁路）是番子寮至后里的道路，大致以北偏東—南偏西走向由本地區西部入境後，即轉西北西—東南東走向蜿蜒而行，過山頂聚落後轉西南西—東北東走向續行至出境。由該道路西側向北偏東可前往外水尾西部邊界地帶南側並止於省道台1線路口，由該道路東側向東北東可前往磁磘、六分、月眉東北部的崎頭、后里北部並止於省道台13線路口。

## 學校
- 水美國小